# Arnie Risen
Arnold D. « Arnie » Risen (né le 9 octobre 1924 à Williamstown dans le Kentucky, et mort le 4 août 2012) est un joueur américain de basket-ball. Issu de l'université d'État de l'Ohio, il évoluait au poste de pivot. Il mena l'équipe des Buckeyes à deux participations au Final Four.
Risen joua en NBA durant dix saisons (1948-1958) sous les couleurs des Royals de Rochester et des  Celtics de Boston. Risen fut à quatre reprises All-Star et remporta deux titres de champions NBA. Il inscrivit 7 633 points dans sa carrière. Il fut intronisé au Basketball Hall of Fame en 1998.

## Palmarès
- All-BAA Second Team en 1949[1]
- All-Star NBA en 1952, 1953, 1954 et 1955
- Champion NBA en 1951 avec les Royals de Rochester et en 1957 avec les Celtics de Boston
- Intronisé au Naismith Memorial Basketball Hall of Fame en 1998[2]